# Cabezada

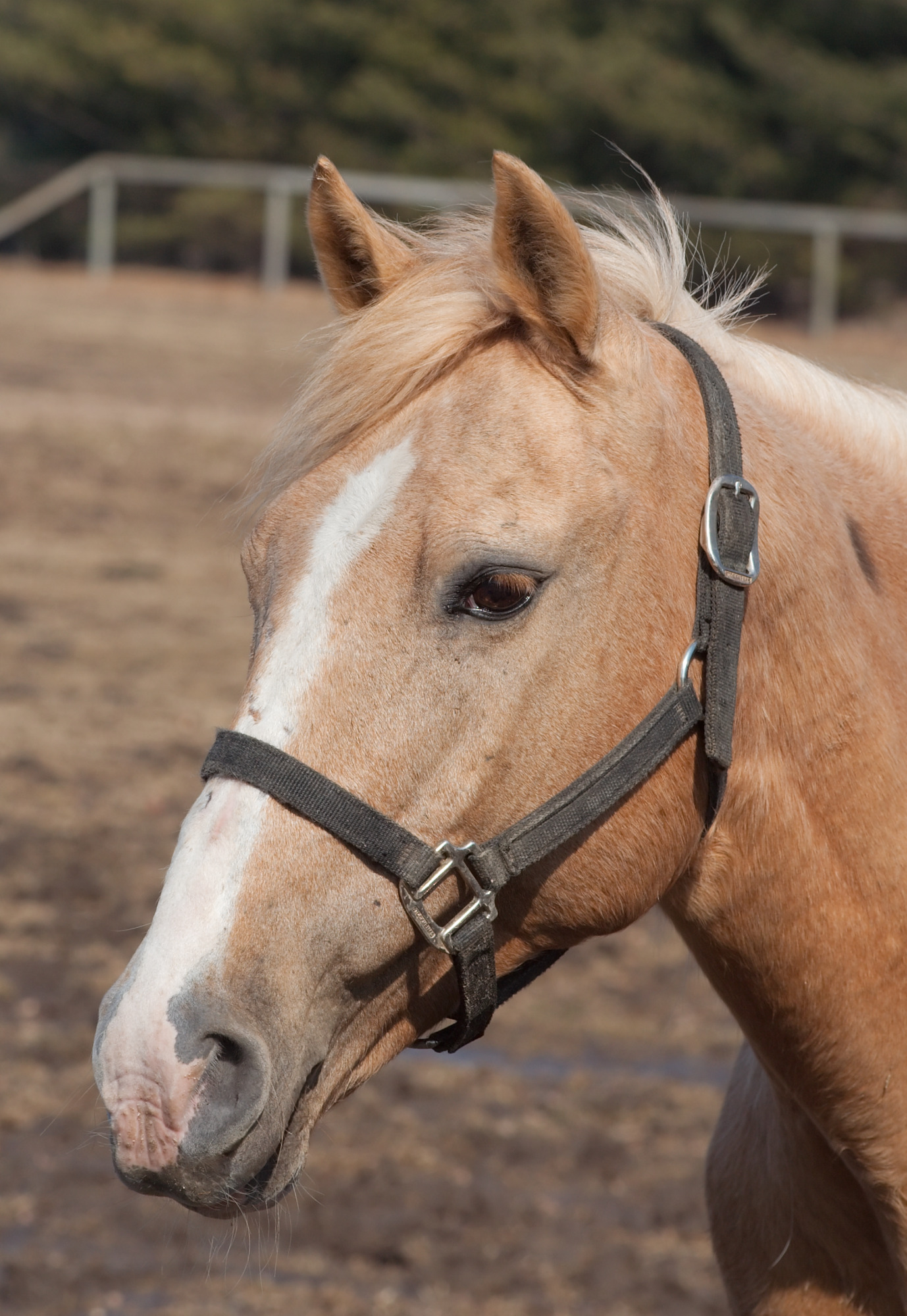
Caballo con cabezada.

La cabezada es el armazón de correas que se coloca en la cabeza del caballo para afianzar el bocado. Puede ser de cuero o seda.

## Descripción
Consta comúnmente de dos piezas principales, el ahogadero y el bozo, cogidas por dos correas cortas llamadas trabillas.
- El ahogadero de la cabezada y el de la cabezada de brida, se diferencian en que el primero es una correa muy doble y ancha, que tiene un rehenchido en la parte que toca la cabeza del caballo.[1]
- El bozo es propiamente una muserola, de igual resistencia, que abraza el hocico del equino, y que tiene también un rehenchido en su parte delantera.[1]

Estas dos piezas que se acortan y se alargan por medio de una hebilla que cada una tiene al lado izquierdo en la misma forma que el ahogadero y la muserola de la cabezada de la brida, están cogidas por detrás con dos argollas o anillas que son las piezas donde entran los ramales de la misma cabezada.

## Tipos

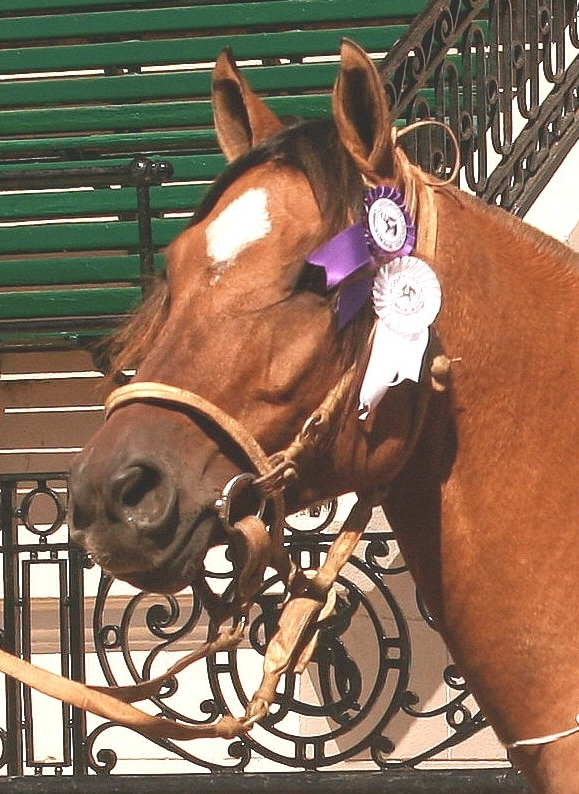
Cabezada de cuero crudo.

Según su objeto recibe distintos nombres.

### Cabezada de brida
Es un correaje o guarnición de cuero o de seda que ciñe y abraza la cabeza del caballo. Se emplea para sostener el bocado y las dos riendas. Está compuesta de testera, frontalera, muserola, ahogadero, carrilleras y portamozo. El ahogadero y la muserola están cogidos por detrás con dos anillas, que son las piezas por donde entran los ramales de la propia cabezada.

### Cabezada de pesebre
La usada para atar al animal al pesebre con el ronzal que lleva a propósito. Consta de testera, frontalera, muserola, ahogadero, carrilleras (quijeras) y anilla del ronzal. Alternativamente, este tipo de cabezada puede constar de bozo —que es la parte que se coloca detrás de las orejas—, del camohal, y de dos quijeras que unen las piezas anteriores. Además se colocan a ambos lados de la cabeza del caballo, dos argollas unidas por un eslabón, las cuales sujetan la cabezada, y de las se prende el ronzal, al que pueden agregarse el ahogadero y la frontaleras, que no son piezas imprescindibles.

### Cabezada potrera
La de cáñamo que se pone a los potros.